# Cătina (Buzău)
Cătina è un comune della Romania di 2 582 abitanti, ubicato nel distretto di Buzău, nella regione storica della Muntenia.
Il comune è formato dall'unione di 5 villaggi: Cătina, Corbu, Slobozia, Valea Cătinei, Zeletin.